# Sità
|  | No s'ha de confondre amb Sita. |

Sità (en rus: Сита) és un poble (un possiólok) del krai de Khabàrovsk, a l'Extrem Orient de Rússia. El 2012 tenia 1.845 habitants. Pertany al districte rural de Lazó.